# Alfredo Duvergel
Alfredo Duvergel Adams (* 2. April 1968 in Guantánamo) ist ein ehemaliger kubanischer Boxer. Er wurde Weltmeister der Amateure 1997 im Halbmittelgewicht.

## Werdegang
Alfredo Duvergel begann im Jahre 1980 in einem Boxclub seiner Heimatstadt Guantánamo mit dem Boxen. Diesem Verein ist er während seiner ganzen Karriere treu geblieben. Er war Rechtsausleger, d. h., dass seine Schlaghand die linke Hand war. Als Erwachsener boxte er bei einer Größe von 1,69 Metern meist im Welter-, Halbmittel- u. Mittelgewicht, wobei er ein gedrungener Typ war, der aber großen Wert auf eine gediegene Technik legte. Er war aber kein allzu schlagstarker Boxer und gewann die meisten seiner Kämpfe nach Punkten.
Bereits im Alter von 17 Jahren machte Alfredo Duvergel auf sich aufmerksam, als er bei der kubanischen Meisterschaft im Halbweltergewicht hinter Carlos García u. Radames Castillo den 3. Platz belegte.
Danach dauerte es allerdings bis 1987, ehe er wieder in Erscheinung trat. Er belegte in diesem Jahr beim großen internationalen Turnier des kubanischen Boxverbandes „Giraldo-Cordova-Cardin“ im Weltergewicht den 2. Platz nach einer Punktniederlage im Finale gegen Juan Carlos Lemus. Danach belegte er bei zwei Turnieren in Europa jeweils den 2. Platz im Weltergewicht. In Berlin verlor er dabei beim TSC-Turnier im Finale gegen Siegfried Mehnert knapp nach Punkten (2:3 Richterstimmen) und in Ostrava verlor er im Finale des „Vaclav-Prochazka“-Turnieres gegen Alexander Ostrowski aus der Sowjetunion nach Punkten. Im gleichen Jahr gewann er dann den Titel bei den Central American Championships in San Jose, Costa Rica, mit einem klaren Punktsieg über Humberto Aranda aus Costa Rica.
1988 unterlag Alfredo Duvergel bei der kubanischen Meisterschaft im Weltergewicht gegen Juan Carlos Lemus nach Punkten. Zu den Olympischen Spielen in Seoul konnten aber weder er noch Lemus fahren, da auch diese Spiele nach den Spielen von 1984 in Los Angeles auf Geheiß Fidel Castros aus heute unerfindlichen Gründen boykottiert wurden.
Wegen Gewichtsschwierigkeiten wechselte Alfredo Duvergel 1989 in eine höhere Gewichtsklasse, wobei er gleich in das Mittelgewicht (bis 75 kg Körpergewicht) ging. In dieser neuen Gewichtsklasse belegte er bei der kubanischen Meisterschaft den 2. Platz nach einer Niederlage im Finale gegen Ángel Espinosa. Gegen den gleichen Boxer verlor er auch im Finale des „Giraldo-Cordova-Cardin“- Turniers in Pinar del Río. Anlässlich einer Europareise unterlag er danach in Halle (Saale) im Finale gegen Henry Maske aus Frankfurt (Oder) äußerst knapp mit 2:3 Richterstimmen. Mit einem Abbruch-Sieg in der 1. Runde über Freddy Figueroa aus Puerto Rico gewann er 1989 dann noch den Titel bei den Central American & Caribbean Championships in Santo Domingo.
1990 erreichte Alfredo Duvergel bei der kubanischen Meisterschaft im Mittelgewicht nach einer Niederlage im Halbfinale gegen Orestes Solano nur den 3. Platz. Er kam deswegen in diesem Jahr nur noch bei den Central American & Caribbean Championships in Venezuela zum Einsatz, siegte dort allerdings im Finale des Mittelgewichts über Gilberto Brown von den Amerikanischen Jungferninseln nach Punkten.
1991 war Alfredo Duvergel fast das ganze Jahr lang verletzt, so dass er erst 1992 wieder voll in das Boxgeschehen eingreifen konnte. In diesem Jahr gewann er mit einem Punktsieg über Juan Carlos Lemus seinen ersten kubanischen Meistertitel, wobei er in das Halbmittelgewicht abtrainierte. In dieser Gewichtsklasse startete er dann bis zu seinem Karriereende. Obwohl er auch beim „Giraldo-Cordova-Cardin“-Turnier Juan Carlos Lemus besiegte, wurde nicht er, sondern Lemus zu den Olympischen Spielen 1992 nach Barcelona entsandt, der dort auch die Goldmedaille gewann.
Im Jahre 1993 wurde Alfredo Duvergel dann erstmals bei einer großen internationalen Meisterschaft, der Weltmeisterschaft in Tampere, eingesetzt. Er siegte dort über Arkadi Topajew aus Kasachstan (17:10), Malik Beyeroglu aus der Türkei (7:0) u. Geir Hitland aus Norwegen (6:1) nach Punkten, unterlag aber im Finale gegen den Rumänen Francisc Vaștag nach Punkten (3:14) und belegte damit den 2. Platz.
1994 konnte er Francisc Vaștag beim AIBA Challenge Match in Dublin klar nach Punkten (15:5) besiegen, unterlag diesem aber beim Weltcup in Bangkok ebenso deutlich mit 10:17 Treffern. Bei der Weltmeisterschaft 1995 in Berlin war dann im Finale wiederum Francisc Vaștag sein Gegner. Alfredo Duvergel hatte bei dieser Meisterschaft vorher vier Gegner nach Punkten besiegt. In diesem Finale dominierte Vaștag wieder eindeutig und gewann über Rudolfo Duvergel sicher mit 12:4 Treffern. Für Duvergel blieb deshalb wieder nur die WM-Silbermedaille.
Im Olympiajahr 1996 wurde Rudolfo Duvergel nach seinem vierten Titelgewinn bei den kubanischen Meisterschaften, er besiegte dort Aníbal Rodríguez nach Punkten, für diese Spiele im Halbmittelgewicht nominiert. In Atlanta entwickelte sich das Geschehen im Ring für ihn sehr günstig, denn sein Angstgegner Francisc Vaștag wurde vom deutschen Starter Markus Beyer schon in der 1. Runde mit einem klaren Punktsieg (17:10) aus dem Rennen geworfen. Er siegte dann über Jozef Gilewski aus Polen (10:2), Sergei Gorodnischew aus der Ukraine (15:2), Antonio Perugino aus Italien (15:8) und Jermachan Ibraimow aus Kasachstan (28:19) jeweils klar nach Punkten. Im Finale um die olympische Goldmedaille traf er auf den US-amerikanischen Senkrechtstarter David Reid und führte in der 3. Runde hoch nach Punkten. Die olympische Goldmedaille war für ihn schon greifbar nahe, als er von Reid getroffen und vom Ringrichter ausgezählt wurde. Olympiasieger wurde damit Reid und Alfredo Duvergel erhielt die Silbermedaille. Im kubanischen Lager war man allerdings mit der Entscheidung des Ringrichters nicht einverstanden, denn man war der Meinung, dass Alfredo Duvergel nach dem Niederschlag rechtzeitig wieder kampfbereit war.
So musste Alfredo Duvergel noch ein Jahr lang warten, bis er endlich einen großen internationalen Titel gewann. Bei der Weltmeisterschaft des Jahres 1997 in Budapest holte er sich den Titel im Halbmittelgewicht ganz souverän mit Punktsiegen über Rytis Zavadskis aus Litauen (11:3), Frederic Esther, Frankreich (11:5), Andrei Gogolew, Russland (19:5) und Jermachan Ibraimow (9:7).
Danach trat er zurück, versuchte im Jahre 2000 aber ein Comeback, das ihm aber nicht ganz glückte, denn er verlor bei der kubanischen Meisterschaft dieses Jahres im Mittelgewicht im Halbfinale gegen Jorge Guiterrez nach Punkten und hatte damit keine Chance für die Olympischen Spiele 2000 in Sydney nominiert zu werden. Im Jahre 2001 trat er noch einmal bei der kubanischen Meisterschaft an. Im Halbschwergewicht startend, kämpfte er sich dabei sogar bis in das Finale vor, in dem er aber gegen Humberto Savigne Perez nach Punkten unterlag (13:16).

## Internationale Erfolge
| Jahr | Platz  | Wettbewerb                                                  | Gewichtsklasse | |
| 1987 | 2.     | TSC-Turnier in Berlin                                       | Welter         | nach einer Punktniederlage im Finale gegen Siegfried Mehnert, DDR (2:3) |
| 1987 | 2.     | „Vaclav-Prochazka“-Turnier in Ostrava                       | Welter         | nach einer Punktniederlage im Finale gegen Alexander Ostrowski, Sowjetunion |
| 1987 | 2.     | „Giraldo-Cordova-Cardin“-Turnier in Santa Clara             | Welter         | nach einer Punktniederlage gegen Juan Carlos Lemus, Kuba |
| 1987 | 1.     | Central American Championships in San Jose, Costa Rica      | Welter         | mit einem Punktsieg im Finale über Humberto Aranda, Costa Rica (5:0) |
| 1988 | 1.     | Strandja-Turnier in Sofia                                   | Welter         | mit einem kampflosen Sieg im Finale über Jan Dydak, Polen |
| 1989 | 1.     | Grand Prix in Ústí nad Labem                                | Mittel         | mit einem Punktsieg im Finale über Oleg Zablozkich, Sowjetunion (5:0) |
| 1989 | 2.     | Chemie-Pokal in Halle (Saale)                               | Mittel         | nach einer Punktniederlage im Finale gegen Henry Maske, DDR |
| 1989 | 2.     | „Giraldo-Cordova-Cardin“-Turnier in Pinar del Río           | Mittel         | nach Punktniederlage im Finale gegen Ángel Espinosa, Kuba |
| 1989 | 1.     | Central American & Caribbean Championships in Santo Domingo | Mittel         | mit einem Abbruch-Sieg i.d. 1. Runde im Finale über Freddy Figueroa, Puerto Rico |
| 1990 | 1.     | Pan Amerikanische Meisterschaften                           | Halbmittel     | mit Punktsiegen über Freddy Figueroa u. Gilberto Brown, Amerikanische Jungferninseln |
| 1990 | 1.     | Central American & Caribbean Championships in Mexiko-Stadt  | Halbmittel     | mit einem Punktsieg im Finale über Juan J. Martinez, Mexiko |
| 1991 | 1.     | Strandja-Turnier in Sofia                                   | Halbmittel     | mit einem Abbruch-Sieg i.d. 2. Runde im Finale über Slava Popovic, Jugoslawien |
| 1992 | 2.     | Box Gala in Berlin                                          | Halbmittel     | nach einer Punktniederlage gegen Bert Schenk, Deutschland (7:9) |
| 1992 | 1.     | „Goraldo-Cordova-Cardin“-Turnier in Santiago de Cuba        | Halbmittel     | mit einem Punktsieg im Finale über Juan Carlos Lemus |
| 1993 | 1.     | Strandja-Turnier in Grabovo                                 | Halbmittel     | nach einem Abbruch-Sieg i.d. 3. Runde über Witali Jarkin, Russland |
| 1993 | 1.     | Chemie-Pokal in Halle (Saale)                               | Halbmittel     | mit einem Punktsieg im Finale über Wladimir Tschernischew, Russland (17:0) |
| 1993 | 1.     | „Giraldo-Cordova-Cardin“-Turnier in Sancti Spíritus         | Halbmittel     | mit einem Punktsieg im Finale über Jorge Duquesne, Kuba |
| 1993 | 2.     | WM in Tampere                                               | Halbmittel     | nach Punktsiegen über Arkadi Topajew, Kasachstan (17:10), Malik Beyleroglu, Türkei (7:0) und Geir Hitland, Norwegen (6:1) und einer Punktniederlage im Finale gegen Francisc Vaștag, Rumänien (3:14)                                          |
| 1994 | 1.     | AIBA-Challenge-Match in Dublin                              | Halbmittel     | mit einem Punktsieg über Francisc Vaștag (15:5) |
| 1994 | 1.     | „Giraldo-Cordova-Cardin“-Turnier in Cienfuegos              | Halbmittel     | mit einem Punktsieg im Finale über Juan Carlos Lemus |
| 1994 | 9.     | Welt-Cup in Bangkok                                         | Halbmittel     | nach einer Punktniederlage im Achtelfinale gegen Francisc Vaștag (10:17) |
| 1995 | 1.     | „Giraldo-Cordova-Cardin“-Turnier in Matanzas                | Halbmittel     | mit Punktsiegen über Michael Nunnally, USA (15:5) u. Aníbal Rodríguez, Kuba (5:3) |
| 1995 | 1.     | Pan Amerikanische Spiele in Mexiko-Stadt                    | Halbmittel     | mit einem Abbruch-Sieg i.d. 2. Runde über Ricardo Trigo, Argentinien und Punktsiegen über Jason Smith, Kanada (14:1) und Davis Alvarez, Venezuela (19:0)                                                                                      |
| 1995 | 2.     | WM in Berlin                                                | Halbmittel     | mit Punktsiegen über Malik Beyleroglu (13:2), Oleg Kudinow, Ukraine (20:0) u. Slava Popovic (11:2) u. einer Punktniederlage im Finale gegen Francisc Vaștag (4:12)                                                                            |
| 1995 | 1.     | „Concaba“-Turnier in Mexiko-Stadt                           | Halbmittel     | mit einem kampflosen Sieg über Jose Quinones, Venezuela u. einem Punktsieg über Jose Zertuche, Mexiko (5:0) |
| 1995 | 1.     | AIBA Challenge Match in Macon, Georgien                     | Halbmittel     | mit einem Abbruch-Sieg i.d. 4. Runde über Jermachan Ibraimow, Kasachstan |
| 1996 | 2.     | Strandja-Turnier in Sofia                                   | Halbmittel     | nach einer Punktniederlage gegen Francisc Vaștag (2:14) |
| 1996 | 1.     | Grand Prix in Ústí nad Labem                                | Halbmittel     | mit einem Aufgabe-Sieg i.d. 3. Runde im Finale über Pavel Polakovic, CSSR |
| 1996 | 1.     | Chemie-Pokal in Halle (Saale)                               | Halbmittel     | mit einem Punktsieg im Finale über Jermachan Ibraimow (16:3) |
| 1996 | 1.     | „Giraldo-Cordova-Cardin“-Turnier in Camagüey                | Halbmittel     | mit einem Punktsieg im Finale über Aníbal Rodríguez (10:3) |
| 1996 | Silber | OS in Atlanta                                               | Halbmittel     | mit Punktsiegen über Jozef Gilewski, Polen (10:2), Sergei Gorodnichew, Ukraine (15:2), Antonio Perugino, Italien (15:8) u. Jermachan Ibraimow (28:19) u. einer KO-Niederlage i.d. 3. Runde im Finale gegen David Reid, USA                    |
| 1997 | 1.     | Grand Prix in Ústí nad Labem                                | Halbmittel     | mit einem Punktsieg im Finale über Stasys Bakiunaitis, Litauen (12:2) |
| 1997 | 1.     | Chemie-Pokal in Halle (Saale)                               | Halbmittel     | mit einem Abbruch-Sieg i.d. 5. Runde über Olge Kudinow |
| 1997 | 1.     | „Giraldo-Cordova-Cardin“-Turnier in Pinar del Río           | Halbmittel     | mit einem Punktsieg im Finale über Aníbal Rodríguez (12:2) |
| 1997 | 1.     | Pan Amerikanische Meisterschaften in Medelin                | Halbmittel     | mit einem Abbruch-Sieg i.d. 1. Runde über Fernando Pereira, Brasilien, einem Punktsieg über Marcus Thomas, Barbados (17:1), einem kampflosen Sieg über Thomas Leiva Hernandez u. einem Abbruch-Sieg i.d. 3. Runde über Helis Nanes, Venezuela |
| 1997 | 1.     | WM in Budapest                                              | Halbmittel     | mit Punktsiegen über Rytis Zavadskis, Litauen (11:3), Frederic Esther, Frankreich (11:9), Andrei Gogolew, Russland (19:5) u. Jermachan Ibraimow (9:7)                                                                                         |

## Länderkampf
| Jahr | Ort                   | Begegnung      | Gewichtsklasse | Ergebnis                          |
| 1994 | Ledyard (Connecticut) | USA gegen Kuba | Halbmittel     | Punktsieger über Michael Nunnally |

## Kubanische Meisterschaften
| Jahr | Platz | Gewichtsklasse | Ergebnis                                                            |
| 1985 | 3.    | Halbwelter     | hinter Carlos García u. Radames Castillo                            |
| 1988 | 2.    | Welter         | Punktniederlage im Finale gegen Juan Carlos Lemus                   |
| 1989 | 2.    | Mittel         | Punktniederlage im Finale gegen Ángel Espinosa (0:5)                |
| 1990 | 3.    | Mittel         | nach Punktniederlage im Halbfinale gegen Orestes Solano             |
| 1992 | 1.    | Halbmittel     | Punktsieger im Finale über Juan Carlos Lemus                        |
| 1993 | 1.    | Halbmittel     | Abbruch-Sieger i.d. 2. Runde im Finale über Juan Carlos Lemus       |
| 1995 | 1.    | Halbmittel     | Punktsieger im Finale über Aníbal Rodríguez                         |
| 1996 | 1.    | Halbmittel     | Punktsieger im Finale über Aníbal Rodríguez                         |
| 1997 | 1.    | Halbmittel     | Punktsieger im Finale über Aníbal Rodríguez                         |
| 2000 | 3.    | Mittel         | nach Punktniederlage im Halbfinale gegen Jorge Guiterrez            |
| 2001 | 2.    | Halbschwer     | nach Punktniederlage im Finale gegen Humberto Savigne Perez (13:16) |

Anm.: OS = Olympische Spiele, EM = Weltmeisterschaft, Halbweltergewicht, bis 63,5 kg, Weltergewicht, bis 67 kg, Halbmittelgewicht, bis 71 kg, Mittelgewicht, bis 75 kg u. Halbschwergewicht, bis 81 kg Körpergewicht